# روث تورنر
روث تورنر (بالإنجليزية: Ruth Turner)‏ هي عالمة رخويات ‏ وأحيائية أمريكية، ولدت في 1914، وتوفيت في 30 أبريل 2000.